# Аббероде
Аббероде (нім. Abberode) — комуна в Німеччини, у землі Саксонія-Ангальт.
Входить до складу району Мансфельд. Підпорядковується управлінню Віппер-Айне. Населення становить 374 особи (на 31 грудня 2006 року). Займає площу 16,90 км². Офіційний код - 15 2 60001. Комуна підрозділяється на 3 сільських округи.
Вперше згадується в 966 році. Серед визначних пам'яток — дзвіниця середньовічної церкви Святого Стефана. Недалеко від міста — колишні рудники, де з 1762 по 1855 добувалися залізна руда і золото. В околицях міста пролягає безліч туристських маршрутів.